# Placusa pumilio
Placusa pumilio är en skalbaggsart som först beskrevs av Johann Ludwig Christian Gravenhorst 1802.  Placusa pumilio ingår i släktet Placusa, och familjen kortvingar. Enligt den svenska rödlistan är arten otillräckligt studerad i Sverige. Arten förekommer i Götaland. Artens livsmiljö är skogslandskap.